# Medasina interruptaria
Medasina interruptaria là một loài bướm đêm trong họ Geometridae.